# 서맨사 보스커리노
서맨사 보스커리노(Samantha Boscarino, 1994년 12월 26일 ~ )는 미국의 배우이다.